# Razbore (gmina Šmartno pri Litiji)
Razbore – wieś w Słowenii, w gminie Šmartno pri Litiji. W 2018 roku liczyła 29 mieszkańców.